# Intermediate distribution frame
Проміжна розподільча система (англ. Intermediate Distribution Frame) — кросове з’єднання між міжсистемною магістраллю (IFB) та горизонтальною розподільчою системою (HDS). IFB може також бути точкою під’єднання для локального мережевого обладнання поверху. IDF звичайно розташована в телекомунікаційній комірці.
Міжсистемна магістраль (Interframe Backbone — IFB) — передавальні засоби, які починаються від головної будинкової розподільчої системи і розподіляються горизонтально і вертикально до кожної проміжної розподільчої системи в будинку.
Горизонтальна розподільча система (Horizontal Distribution System — HDS) — окабелювання, яке з'єднує проміжну розподільчу систему в телекомунікаційній комірці з телекомунікаційними розетками. Горизонтальна розподільче окабелювання прокладається спільно через простір (space), який забезпечує drop-tile ceiling або спрамовується через трубопроводи у перекриттях або стінах.
Телекомунікаційна комірка (Telecommunication Closet) — приміщення в будинку, спроектоване для забезпечення безпечного, придатного оточення для встановлення кабелів, телекомунікаційного обладнання, кінцівок і систем адміністрування. Телекомунікаційні комірки є пунктами, де перетинаються магістраль і засоби горизонтального розподілення. Це приміщення для обслуговування поверхів, завданням яких є викінчити (terminate) і сполучити магістральну кабельну систему, горизонтальну кабельну систему і будинкову електроніку, яка допомагає розподіленню інформації по цьому поверху.